# Autodeterminación y Libertad
Autodeterminación y Libertad (span. für Selbstbestimmung und Freiheit, abgekürzt AyL) ist eine argentinische Partei, die 2001 gegründet wurde. Sie ist dem antikapitalistischen linken politischen Spektrum zuzurechnen und befürwortet einen antiautoritären Sozialismus mit Elementen von Räte- und direkter Demokratie. Zwischen 2001 und 2005 war sie im argentinischen Nationalkongress vertreten.

## Geschichte

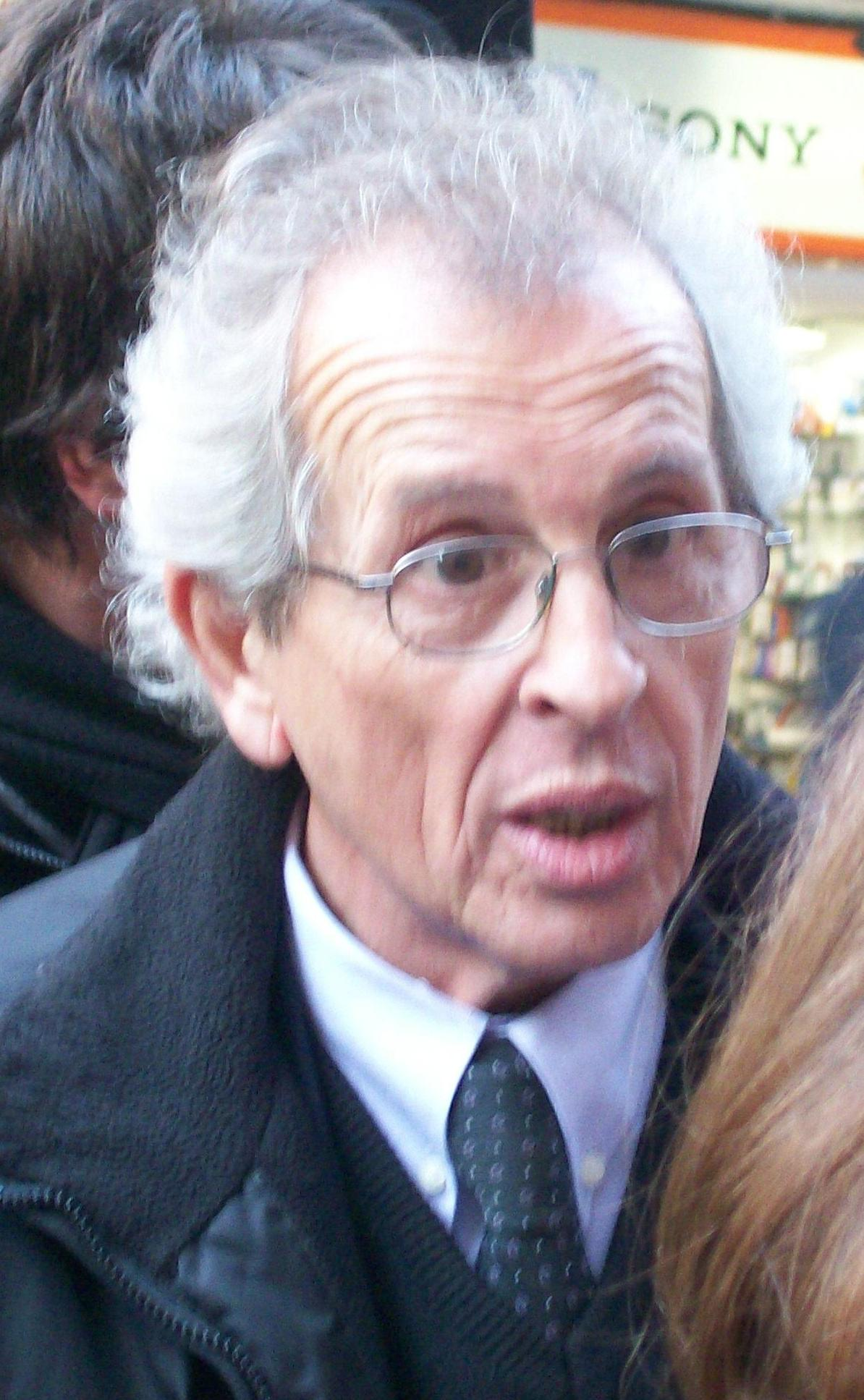
Luis Zamora, Mitgründer der Partei

Die Partei wurde 2001 im Zuge der aufkommenden Argentinien-Krise auf Initiative des Rechtsanwalts Luis Zamora gegründet, der zuvor Parteimitglied und Abgeordneter für die trotzkistischen Linksparteien Movimiento al Socialismo und Movimiento Socialista de los Trabajadores war.
Ihre größten Erfolge erlangte die Partei bei den Kongresswahlen 2001 und 2003, als sie in ihrem Hauptdistrikt, der Stadt Buenos Aires, mehr als 10 Prozent der Stimmen erreichte und jeweils zwei Abgeordnete in den Kongress entsenden konnte. Zamora trat 2003 als Kandidat für den Bürgermeisterposten von Buenos Aires an und erreichte den dritten Platz.
Bei den Wahlen 2005 konnte die Partei ihren Erfolg nicht wiederholen und büßte ihre Mandate im Kongress ein. Zudem kam es zu einer Abwanderung einiger wichtiger Parteimitglieder zum Frente para la Victoria. Seit dieser Zeit erreichte sie bei Wahlen in der Stadt Buenos Aires nur noch Werte zwischen 1 und 4 Prozent.

## Inhaltliches Profil
Die Partei hält die aktuelle wirtschaftliche Ordnung Argentiniens für ungerecht; sie soll durch eine Revolution überwunden werden, die jedoch auf Basis der argentinischen Verfassung und der Demokratie erreicht werden soll. Anders als andere trotzkistische Parteien Argentiniens lehnt sie die Führung der Revolution durch eine Partei ab.
Laut einem von Luis Zamora und Noemí Oliveto verfassten Grundsatztext fordert Autodeterminación y Libertad die Überwindung den Kapitalismus westlicher Prägung und des aktuellen politischen Systems Argentiniens. Die bestehende Ordnung soll durch einen Sozialismus mit weitgehender Mitbestimmung der Bevölkerung in Basisräten (asambleas) mit imperativem Mandat und Rotationsprinzip ersetzt werden. Die angestrebte Reform des argentinischen Staates soll nicht von der Partei vorgegeben werden, sondern sich aus den Erfahrungen mit direktdemokratischen Entscheidungsstrukturen heraus entwickeln. Die Partei setzt sich für eine Selbstbestimmung der Länder und Regionen ein und lehnt die wirtschaftliche Globalisierung in der heutigen Form ab, da sie darin imperialistische Züge erkennt.

## Teilnahme an Wahlen

### Landesweite Wahlen
- Parlamentswahlen in Argentinien 2001: 10,13 % in der Stadt Buenos Aires, zwei Abgeordnete[7]
- Parlamentswahlen in Argentinien 2003: 12,02 % in der Stadt Buenos Aires, zwei Abgeordnete[8]
- Parlamentswahlen in Argentinien 2005: 3,53 % in der Stadt Buenos Aires[9][10]
- Parlamentswahlen in Argentinien 2007: nicht angetreten
- Parlamentswahlen in Argentinien 2009: 2,06 % in der Stadt Buenos Aires[11]
- Parlamentswahlen in Argentinien 2011: nicht angetreten
- Parlamentswahlen in Argentinien 2013: 3,79 % in der Stadt Buenos Aires[12]

### Stadt Buenos Aires
- Wahlen in der Stadt Buenos Aires 2003: 12,3 % der Stimmen, 2 Abgeordnete des Stadtparlaments.[13]
- Wahlen in der Stadt Buenos Aires 2011: 1,47 % der Stimmen[14]